# 蕭恵開
蕭 恵開（蕭惠開、しょう けいかい、423年 - 471年）は、南朝宋の軍人・官僚。本貫は南蘭陵郡蘭陵県。

## 経歴
征西将軍・儀同三司の蕭思話の子として生まれた。秘書郎を初任とし、太子舎人や尚書水部郎をつとめた。始興王劉濬の下で征北府主簿・南徐州治中従事史となった。後に汝陰王劉渾の友に転じた。さらに南徐州別駕や中書侍郎に任じられた。元嘉29年（452年）、江夏王劉義恭の下で大将軍従事中郎となった。元嘉30年（453年）、劉義恭が太傅・大司馬となると、恵開は大司馬従事中郎に転じた。
孝建元年（454年）、太子中庶子から黄門侍郎に転じた。侍中の何偃と積射将軍の徐沖之の事件を巡って争い、免官されて杖罰200を受けた。まもなく再び太子中庶子となった。孝建2年（455年）、父の蕭思話が死去すると、父の菩提のために禅岡寺・禅郷寺・禅亭寺・禅封寺の4寺を建立した。喪が明けると、司徒左長史として起用された。大明2年（458年）、海陵王劉休茂の下で北中郎長史・寧朔将軍・襄陽郡太守として出向し、雍州と北中郎府の事務を代行した。父の封陽県侯の封を嗣いだ。建康に召還されて、新安王劉子鸞の下で冠軍長史となり、呉郡の事務を代行した。後に豫章国内史に転じた。入朝して尚書吏部郎とされたが受けず、御史中丞に任じられた。
大明8年（464年）、入朝して侍中となった。母が死去したために辞職して喪に服した。閏5月、持節・都督青冀二州諸軍事・輔国将軍・青冀二州刺史として起用されたが、赴任しなかった。8月、都督益寧二州諸軍事・益州刺史に転じた。益州に入ると、蛮・濮といった少数民族を討ち、牂牁郡や越巂郡の内地化を図り、辺地からの徴税を計画した。泰始元年（465年）12月、明帝が即位すると、恵開は冠軍将軍となり、さらに平西将軍に転じた。泰始2年（466年）、晋安王劉子勛が反乱を起こすと、恵開は反乱に呼応して起兵した。巴郡太守の費欣寿に2000人を与えて東下させたが、巴東の任叔児に敗れた。さらに益州治中の程法度に3000人の歩兵を与えて梁州に進出させたが、仇池の楊僧嗣に足止めされた。恵開の益州統治は刑罰を濫用していたため、蜀人からの人望がなく、敗報を聞くと諸郡がことごとく離反して、成都の恵開を包囲した。恵開が東から連れてきた兵は2000人に足りなかったが、蜀出身者を疑って信用せず、城から出してしまった。劉子勛が敗死すると、恵開は孤立を深めたが、たびたび出戦して勝利を重ねた。明帝は恵開の弟の蕭恵基を派遣して、恵開を説得させると、恵開は明帝への帰順を決め、城の包囲は解かれた。
明帝は恵開の一族の蕭宝首を派遣して益州を慰労させようとしたが、蕭宝首は平蜀の功を独占しようと、蜀人を扇動して成都から60里の地に20万人を号する大軍を集めた。恵開は永寧郡太守の蕭恵訓や益州別駕の費欣業に1万の兵を与えて進軍させ、蕭宝首を破って生け捕りにし、成都県の獄に繋いだ。明帝の命により蕭宝首の身柄は建康に護送された。恵開は晋平王劉休祐の下で驃騎長史・南郡太守に任じられたが、受けなかった。泰始4年（468年）、建康に召還された。
泰始5年（469年）、桂陽王劉休範の下で征北長史・南東海郡太守となった。南東海郡太守のまま、再び晋平王劉休祐の下で驃騎長史とされた。泰始6年（470年）、少府に任じられ、給事中の任を加えられた。恵開はもともと剛気な性格であったため、このころ志をえずに不遇をかこち、住所の前にあった寺の境内の美しい草花をすべて刈り取って、白揚の樹を植えさせた。人と会うたびに「人生は胸に懐いたことを行いえず、百歳の寿があっても、なお短いことである」と言っていた。病のため多量の血を吐くようになった。巴陵王劉休若の下で征西長史・寧朔将軍・南郡太守とされたが、受けなかった。泰始7年（471年）、死去した。享年は49。
子の蕭睿が後を嗣いだが、南朝斉が建てられると、封は除かれた。

## 伝記資料
- 『宋書』巻87 列伝第47
- 『南史』巻18 列伝第8